# نیوکاسل (نیویورک)
نیوکاسل (به انگلیسی: New Cassel) یک منطقهٔ مسکونی در ایالات متحده آمریکا است که در شهرستان نساو، نیویورک واقع شده‌است. نیوکاسل ۳٫۸ کیلومتر مربع مساحت و ۱۴٬۰۵۹ نفر جمعیت دارد و ۳۷ متر بالاتر از سطح دریا واقع شده‌است.